# Rezervația naturală „Parcul Natural Dumbrava Sibiului”
Rezervația Naturală „Parcul Natural Dumbrava Sibiului” este o arie protejată de interes național ce corespunde categoriei a IV-a IUCN (rezervație naturală), situată în județul Sibiu, pe teritoriul administrativ al municipiului Sibiu.

## Localizare
Rezervația naturală cu o suprafață de 933 ha, se află la limita sud-vestică a Sibiului, în Pădurea Dumbrava, cu o altitudine maximă de 606 m, în Vârful Obreja situat în partea nordică a pădurii, fiind traversată de Râul Trinkbach, care, în parcursul său prin aria protejată formează trei lacuri de natură antropică.

## Descriere
Rezervația naturală a fost declarată arie protejată prin Legea Nr.5 din 6 martie 2000 (privind aprobarea Planului de amenajare a teritoriului național - Secțiunea a III-a - zone protejate) și se întinde pe o suprafață de 993 hectare. Aceasta a fost înființată în scopul protejării biodiversității și menținerii într-o stare de conservare favorabilă a florei și faunei sălbatice aflate în lunca Depresiunii Sibiului.
     Biodiversitate
Pădurea Dumbrava are în componență arbori și arbusti cu specii de: stejar (Quercus robur) cu vârste de peste 100 de ani, specie dominantă, în asociere cu gorun (Quercus petraea), ulm (Ulmus), pin (Pinus), tei (Tilia), carpen (Carpinus betulus) sau jugastru (Acer campestre), lemn câinesc (Ligustrum vulgare), păducel (Crataegus monogyna), crușin (Rhamnus frangula), măceș (Rosa canina) sau porumbar (Pinus spinosa).
La nivelul ierburilor vegetează o gamă variată de specii floristice; printre care: pufuliță (Epilobium hursutum), salata iepurelui (Mycelis muralis), opaiță (Melandrium rubrum), brândușă de toamnă (Colchicum autumnale), precum și mai multe specii de orhidee (specii din familia Orchidaceae).
Fauna este una diversificată și bine reprezentată de mai multe specii de mamifere și păsări; dintre care unele protejate la nivel european sau aflate pe lista roșie a IUCN.
Specii de mamifere: căprioară (Capreolus capreolus), mistreț (Sus scrofa), vulpea (Vulpes vulpes crucigera), veveriță (Sciurus carolinensis); 
Păsări cu specii de: mierla (Turdus merula), presură (o specie din familia Emberizidae), ciocănitoare (o specie din familia Picidae), pupăză (Upupa epops), turtureaua (Streptopelia turtur), cuc (Cuculus canorus), gaiță albastră (Garrulus glandarius), cinteză (Fringilla coelebs), vrabie (specii din familia Passeridae), corb (Corvus corax), etc.

## Acces

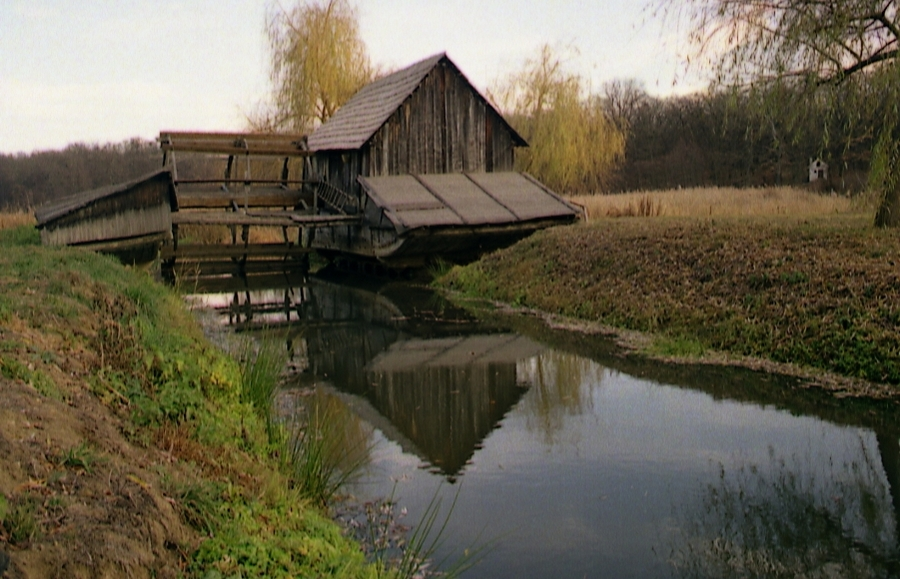
Imagine din rezervația naturală: Muzeul Tehnicii Populare, Sibiu

În rezervația naturală situată la 4 kilometri sud de centrul municipiului Sibiu, se poate ajunge pe drumul județean 106A, ce leagă reședința de județ cu comuna Rășinari.
Înconjurate de suprafața teritorială a rezervației, nefăcând totuși parte din aceasta, se află Muzeul Civilizației Populare Tradiționale „ASTRA” (unul din cele mai mari muzee în aer liber din România), Grădina zoologică, trupul intravilan Sitex (fosta fabrică de covoare Dumbrava) și zona fostului Han Dumbrava, actual Hotel Hilton împreună cu zona fostului camping.